# Hyperferritinämie-Katarakt-Syndrom
Das Hyperferritinämie-Katarakt-Syndrom ist eine sehr seltene angeborene Erkrankung mit einer Kombination von erhöhtem Ferritin im Blutserum (Hyperferritinämie ohne Eisenüberladung) und Katarakt.
Synonyme sind: Hyperferritinämie, hereditäre, mit kongenitaler Katarakt; HHCS; Bonneau-Beaumont-Syndrom
Die Erstbeschreibung stammt aus dem Juni 1995 durch die französischen Humangenetiker Dominique Bonneau, Isabelle Winter-Fuseau, Carole Beaumont und Mitarbeiter.
Im August des Jahres erschien (unabhängig) ein Bericht von Domenico Girelli und Mitarbeitern.

## Verbreitung
Die Häufigkeit wird mit mindestens 1 zu 200.000 angegeben, die Vererbung erfolgt autosomal-dominant.

## Ursache
Der Erkrankung liegen Mutationen im FTL-Gen auf Chromosom 19 Genort q13.33 zugrunde, welches für das Ferritin light chain Element des Eisenspeicher-Proteins Ferritin kodiert.
Anscheinend lagert sich das vermehrte Ferritin im Wesentlichen in den Augenlinsen ab.
Mutationen dieses Genes liegen auch der Neuroferritinopathie zugrunde.

## Klinische Erscheinungen
Klinische Kriterien sind:
- Manifestation in allen Altersgruppen durch vorzeitiges Auftreten einer Trübung der Augenlinse (Katarakt) üblicherweise zwischen dem 2. und 4. Lebensjahrzehnt
- Die Ausprägung des Syndromes ist sehr variabel, mitunter bleiben Träger dieser Mutation völlig symptomlos[7]

## Diagnose
Die Diagnose ergibt sich aus der Kombination klinischer und laborchemischer Befunde.

## Differentialdiagnose
Abzugrenzen ist die Hämochromatose Typ 4.

## Therapie
Die Behandlung beschränkt sich auf die Katarakt.